# اسپاراگوسا د لا سرنا
اسپاراگوسا د لا سرنا (به اسپانیایی: Esparragosa de la Serena) یک منطقهٔ مسکونی در اسپانیا است که در استان باداخس واقع شده‌است. اسپاراگوسا د لا سرنا ۲٫۰۲ کیلومتر مربع مساحت دارد ۴۴۶ متر بالاتر از سطح دریا واقع شده‌است.